# Uwe Wolfgang Heye
Uwe Wolfgang Heye (* 2. September 1954 in Peine) ist ein ehemaliger deutscher Diplomat.

## Leben und Wirken
Nach Abitur (1973) und Wehrdienst (1973–1975) begann Heye ein Studium der Volkswirtschaftslehre, das er 1980 mit dem Diplom abschloss. 1981 trat Heye in den Auswärtigen Dienst ein und absolvierte bis 1983 den Vorbereitungsdienst für den höheren Auswärtigen Dienst. Anschließend arbeitete er bis 1986 an der Botschaft Rabat/Marokko und wechselte dann als stellvertretender Leiter an die Botschaft Maskat/Oman, wo er bis 1989 blieb.
Nach drei Jahren im Auswärtigen Amt ging Heye an die Botschaft Kopenhagen und kam 1995 als stellvertretender Referatsleiter zurück in das Auswärtige Amt. Die folgenden Auslandseinsätze führten Heye an die Botschaften Pretoria (1998–2003) und Budapest (2003–2006) sowie an die Ständige Vertretung bei der OECD in Paris (2006–2010).
Von 2010 bis 2014 war er wieder im Auswärtigen Amt, ab 2011 als Referatsleiter. 2014 wechselte Heye als stellvertretender Leiter an das Generalkonsulat Sao Paulo und wurde im August 2017 als Botschafter nach Panama entsandt. Mit Ablauf des Monats Juli 2020 wurde er in den Ruhestand verabschiedet.
Uwe Wolfgang Heye ist verheiratet und hat drei Kinder.